# Ghiacciaio Moran
Il ghiacciaio Moran è un ghiacciaio lungo circa 18 km situato sull'isola Alessandro I, al largo della costa della Terra di Palmer, in Antartide. Il ghiacciaio si trova in particolare sulla costa nord-orientale dell'isola, a sud del monte Calais, dove nasce dall'unione di diversi ghiacciai, tra cui il Walter, per poi fluire verso est, scorrendo a nord del monte Hahn, fino a entrare nella baia di Šokal'skij, quasi perpendicolarmente al ghiacciaio Hampton.

## Storia
Il ghiacciaio Moran è stato mappato sulla base di fotografie aeree scattate durante la spedizione antartica di ricerca comandata da Finn Rønne, svoltasi nel 1947-48, ed è stato in seguito risorvolato da parte British Antarctic Survey (al tempo ancora chiamato "Falkland Islands Dependencies Survey", FIDS) durante ricognizioni effettuate nel periodo 1948-50. In seguito esso è stato così battezzato dal Comitato consultivo dei nomi antartici in onore di Clifford D. Moran, un pilota della marina militare statunitense, che fece parte della squadriglia VX-6 durante le operazioni Deep Freeze svolte nel 1966 e nel 1977.